# Ralph Giordano

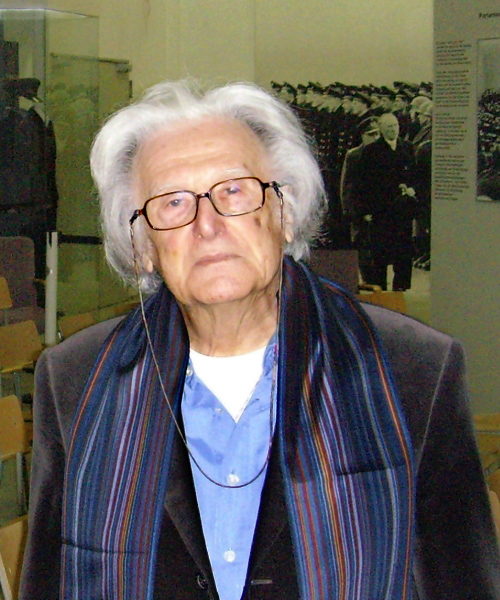
Ralph Giordano im März 2008

Ralph Giordano (geboren am 20. März 1923 in Hamburg; gestorben am 10. Dezember 2014 in Köln) war ein deutscher Journalist, Publizist, Schriftsteller und Regisseur, der mit dem 1982 veröffentlichten, teilweise autobiografischen Roman Die Bertinis bekannt wurde. In seinen Werken setzte er sich vor allem mit dem Holocaust und dessen Folgen auseinander.

## Leben

### Bis 1945
Ralph Giordano wurde als Sohn des Pianisten Alphons Giordano und dessen Frau Lilly, geb. Seligmann, einer jüdischen Klavierlehrerin, in Hamburg-Barmbek geboren. Sein Großvater väterlicherseits, ein Orchesterleiter, war als junger Mann von Sizilien nach Deutschland gekommen. Das Ehepaar Giordano hatte drei Söhne: Egon, Ralph und Rocco. Nach dem Krieg kam die Schwester Gabriela auf die Welt.
Ralph und sein älterer Bruder Egon (* 1921) besuchten das Johanneum, ein renommiertes humanistisches Gymnasium, von dem sie 1940, kurz vor dem Abitur, aufgrund der Nürnberger Gesetze verwiesen wurden. Hier war auch eine lebenslange Freundschaft mit dem damaligen Mitschüler und späteren Schriftsteller Walter Jens entstanden. Zusammen mit seiner Familie war Giordano zahlreichen Diskriminierungen und Verfolgungen ausgesetzt. Dreimal verhörte die Gestapo den jugendlichen Giordano, misshandelte ihn und sperrte ihn ein.
Größte Sorgen um die als Jüdin besonders gefährdete Mutter belasteten zusätzlich den Alltag der Familie. Zwar war eine Mischehe mit daraus hervorgegangenen Kindern bis 1944 für jüdische Partner und Kinder ein gewisser Schutz vor der Gefahr einer Deportation, doch die Bedrohung war stets vorhanden.
1943 wurde in einer der Bombennächte der „Operation Gomorrha“ auch das Haus in der Hufnerstraße 113 zerstört, in dem die Familie wohnte; es folgten verschiedene Notunterkünfte inner- und außerhalb Hamburgs. Bis auf den jüngsten Sohn Rocco war die Familie zu Arbeitsdiensten verpflichtet. Im Winter 1944/1945 gab es erste Gerüchte, dass die Deportationen auch auf Juden aus Mischehen ausgeweitet würden. Lilly Giordano erhielt am 9. Februar 1945 die Aufforderung der Gestapo, sich wenige Tage später am Sammelplatz Grindelhof einzufinden.
Die Familie tauchte in Hamburg unter. Von Sohn Ralph längere Zeit vorbereitet, konnten sie bis zur Befreiung durch die Briten in einem unter Wasser stehenden Keller überleben, weil Helfer sie versorgten. Ein guter Freund, in Giordanos Autobiografie als „der Klempner“ bezeichnet, versorgte sie mit Verpflegung, bis ihn die Gestapo Mitte April wohl aus politischer Gegnerschaft verhaftete. Grete Schulz, eine frühere Nachbarin, war nach der Ausbombung in einer behelfsmäßigen Souterrainwohnung in Hamburg-Alsterdorf untergekommen und ermöglichte den Giordanos, sich fast drei Monate unter schwierigsten Bedingungen in ihrer Wohnung und überwiegend in einem von dort aus erreichbaren Kriechkeller aufzuhalten. Sie half beim Organisieren des Notwendigsten für die Untergetauchten bis zum 4. Mai, als am Tag nach der Kapitulation Hamburgs die britischen Panzer der 8. Armee Bernard Montgomerys durch die Alsterdorfer Straße einfuhren.
In seiner Autobiografie schreibt Ralph Giordano:

„Die Befreiung von der Angst vor dem jederzeit möglichen Gewalttod, weil ich eine jüdische Mutter hatte, war, ist und wird das Schlüsselerlebnis meines Daseins bleiben.“

In einem Kapitel der Autobiografie Neger, Neger, Schornsteinfeger! beschreibt Hans-Jürgen Massaquoi die Freundschaft zwischen Giordano, seiner Familie und Massaquoi. Giordano und sein Bruder Egon kannten Massaquoi, genannt Mickey, schon aus Kindertagen oder späteren Besuchen des Hamburger Swing-Café König am Barmbeker Bahnhof. Als Egon Massaquoi im Herbst 1944 zufällig auf der Straße traf, nahm er ihn mit zur Familie in die Kellerwohnung zu regem Austausch über die vergangenen Jahre, die auch für ein Schwarzes Kind mit vielen Ressentiments verbunden waren. Mickey und seine Mutter, ebenfalls ausgebombt, lebten behelfsmäßig in einer Barmbeker Schule und hatten schon Pläne für die Zeit nach dem Krieg. Diese Begegnung war der Beginn der künftigen lebenslangen Freundschaft.
Ralph Giordano blieb seiner Heimatstadt und dem Stadtteil Barmbek bis ans Lebensende verbunden und erhielt viel positive Resonanz. In der Geschichtswerkstatt Barmbek, von Bruder Rocco mitgegründet, gab es oft Begegnungen und Lesungen, es werden Rundgänge mit dem Thema Auf den Spuren der Bertinis angeboten. Anlässlich seines 85. Geburtstags fand in der Barmbeker Auferstehungskirche eine Ehrung unter seiner Anwesenheit statt; die Kirche war bis auf den letzten Platz besetzt. Nach seinem Tod fand eine Trauerfeier im Ernst-Deutsch-Theater, Ort der Bertini-Preisverleihungen, statt. Sein Lesesessel und seine Schreibmaschine sind im Eingangsraum der Geschichtswerkstatt ausgestellt.

### Nachkriegszeit

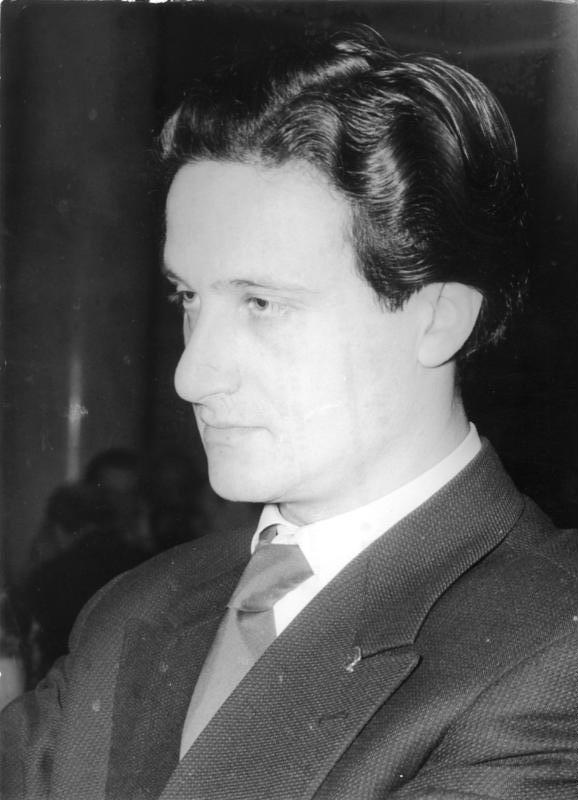
Ralph Giordano am 12. Januar 1956 auf dem IV. Deutschen Schriftstellerkongress zu Berlin

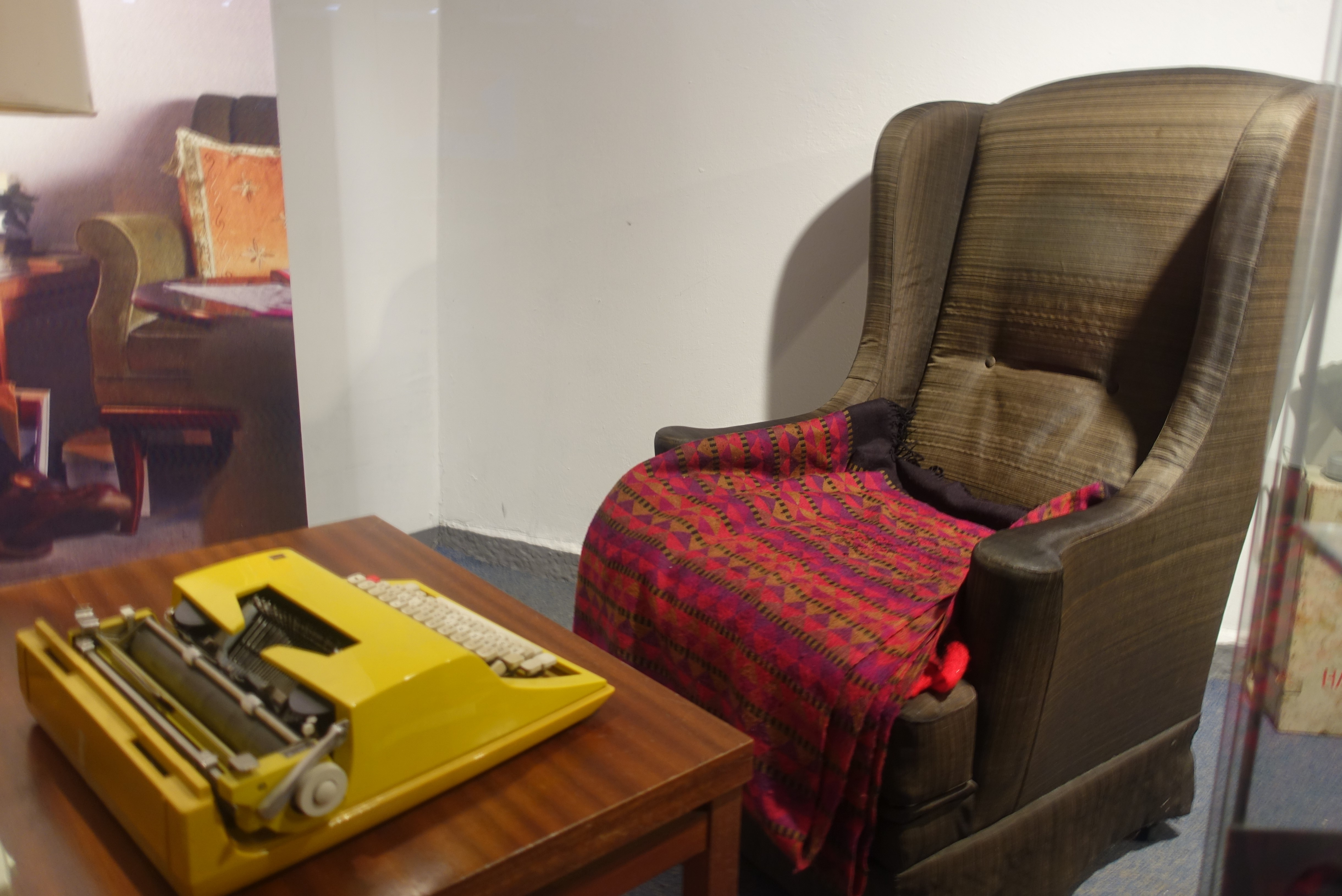
Ralph Giordanos Leseecke (Schreibmaschine und Sessel) in der Geschichtswerkstatt Hamburg-Barmbek

Nach dem Zweiten Weltkrieg begann Giordano seine journalistische Tätigkeit bei der Allgemeinen Jüdischen Wochenzeitung. Er absolvierte eine journalistische Ausbildung am Deutschen Literaturinstitut Leipzig. Von 1946 bis 1957 war er Mitglied der seit 1956 illegalen KPD. Unter dem Pseudonym Jan Rolfs ließ er in der DDR beim Verlag Neues Leben 1953 ein Westdeutsches Tagebuch erscheinen, das von Aktionen der KPD in Hamburg berichtete und von Verehrung für Josef Stalin durchdrungen war. 1955 siedelte Giordano in die DDR über, wo er neun Monate blieb, um ernüchtert wieder nach Hamburg zu ziehen. Ab 1958 beobachtete er im Auftrag des Zentralrats der Juden in Deutschland die beginnenden NS-Prozesse. Seine Abrechnung mit dem Stalinismus veröffentlichte er 1961 in seinem Buch Die Partei hat immer recht (siehe auch Lied der Partei), in dem er selbst einen Hinweis auf sein Westdeutsches Tagebuch gab, um einer Enthüllung durch seine ehemaligen Genossen zuvorzukommen. 1961 bis 1988 arbeitete er als Fernsehjournalist und produzierte seitdem über 100 Dokumentationen für verschiedene Sender (vor allem NDR und WDR). Oft behandelte er historische Themen wie den deutschen Kolonialismus oder den Völkermord an den Armeniern.
1982 veröffentlichte Giordano Die Bertinis, ein teilweise autobiografisches Werk, an dem er fast 40 Jahre gearbeitet hatte. 1988 wurde die Geschichte um eine jüdische Familie in der Zeit des Nationalsozialismus von Egon Monk für das ZDF verfilmt.
1987 erschien Giordanos Buch Die zweite Schuld oder Von der Last, Deutscher zu sein, in dem sich Giordano mit dem Fortleben des Nationalsozialismus in der Bundesrepublik Deutschland auseinandersetzt. Als zweite Schuld bezeichnet er den Unwillen breiter Teile der deutschen Öffentlichkeit zu einer Aufarbeitung der Verbrechen und Entschädigung der Opfer sowie die politischen Entscheidungen, die es Mittätern ermöglichten, auch in der Demokratie wieder in Amt und Würden zu gelangen. Mit dieser Schrift zog er in besonderem Maße den Hass von Neonazis auf sich. Über die zunehmende Bedrohung schrieb er Bücher wie Wenn Hitler den Krieg gewonnen hätte (1989) und eine Übersicht über Leserbriefe zur „zweiten Schuld“ (Wie kann diese Generation eigentlich noch atmen?, 1990).
Die Erfahrungen mit dem offen militanten Rechtsextremismus, insbesondere die Ausschreitungen von Hoyerswerda und der Mordanschlag von Mölln, bewogen Giordano 1992 dazu, einen offenen Brief an Bundeskanzler Helmut Kohl zu schreiben. Darin schrieb er, dass er bereit sei, „bis in den bewaffneten Selbstschutz hinein“ gegen den militanten Rechtsextremismus vorzugehen, da die Regierung offensichtlich nicht bereit sei, Minderheiten den notwendigen Schutz zu gewähren. Dieser Brief führte zu einer heftigen öffentlichen Diskussion.
1995 erklärte Giordano in einem Zeitungsbeitrag einen Militäreinsatz gegen die bosnischen Serben für unvermeidlich, um den dortigen Krieg zu beenden. Eine Beteiligung Deutschlands hielt er trotz der in Deutschland spürbaren Angst vor Kriegseinsätzen, die er positiv wertete, für unumgänglich.
2000 veröffentlichte er Die Traditionslüge, worin er sich mit den undemokratischen Wurzeln der Bundeswehr auseinandersetzte. In der durch Jürgen Möllemann ausgelösten Antisemitismus-Debatte sagte er im Juni 2002, sein Fluchtgefühl sei seit der Befreiung vom Nationalsozialismus nicht mehr so stark gewesen. 2003 kritisierte er die Positionen der Friedensbewegung gegen den Irakkrieg, der er unter anderem Antiamerikanismus vorwarf.
2005 erklärte Giordano gegenüber dem Magazin Stern, dass seine schwer an Krebs erkrankte Frau durch aktive Sterbehilfe zu Tode gekommen sei.
Im Frühjahr 2005 kritisierte Giordano Rolf Hochhuth in massiver Weise wegen seiner Äußerungen in einem Interview mit der Jungen Freiheit über den Holocaustleugner David Irving. Später räumte er ein, dass er seine Kritik formuliert hatte, ohne den vollständigen Text des Interviews gekannt zu haben. In einem Artikel, der in der Berliner Zeitung veröffentlicht worden ist, nahm er sein vernichtendes Urteil zurück und bezeugte Hochhuth gegenüber seine Solidarität. Dass Hochhuth mit seinen Äußerungen über Irving aber, gelinde gesagt, „heftig daneben gehauen“ habe, das bleibe bestehen. Hochhuth selbst hatte sich bereits zuvor entschuldigt, allerdings empfand er das Wort Entschuldigung für seine Bemerkungen als unpassend.
Im Oktober 2006 interpretierte Giordano einen rechtsextremistischen Vorfall an der Sekundarschule „An der Elbe“ in Parey (Sachsen-Anhalt) dergestalt, dass ganz Deutschland an dieser Untat beteiligt sei. Ein Grund für die immer wieder „freche Entfaltung des Judenhasses“ sei mangelnde Zivilcourage. Dieser Mangel sei ein Merkmal der deutschen Geschichte.
Giordano unterstützte bis November 2007 das Zentrum gegen Vertreibungen. Er änderte seine Meinung mit der Begründung, dass das „deutschverursachte Morduniversum des Zweiten Weltkriegs und seine Besatzungspolitik“ noch immer „notorisch zu kurz“ komme. Es gehe nicht an, „die Geschichte der Vertreibungen bilderreich auszubreiten, das Blutbad der Vorgeschichte aber in marginalen Nebensätzen zu verstecken“.
Für die 2008 erschienene Autobiografie von Adolf Hitlers letztem Leibwächter Rochus Misch Der letzte Zeuge. Ich war Hitlers Telefonist, Kurier und Leibwächter verfasste Ralph Giordano das Vorwort unter dem Titel Misch – Sie werden natürlich noch gebraucht (S. 19–35).
Giordano lebte ab 1972 in Köln-Bayenthal und hatte ein Ferienhaus in Irland. Er war drei Mal verheiratet. Die erste und die dritte Frau starben an Krebs.
- Helga (1913–1984)
- 1987: Hochzeit mit Tanja, Scheidung nach etwa einem Jahr
- 1994 bis 2002 Roswitha, geb. Everhan (1944–2002)

Am 10. Dezember 2014 starb Giordano im Alter von 91 Jahren in einem Kölner Krankenhaus an den Folgen eines Oberschenkelhalsbruchs. Seine letzte Ruhestätte fand Ralph Giordano auf dem Kölner Südfriedhof.

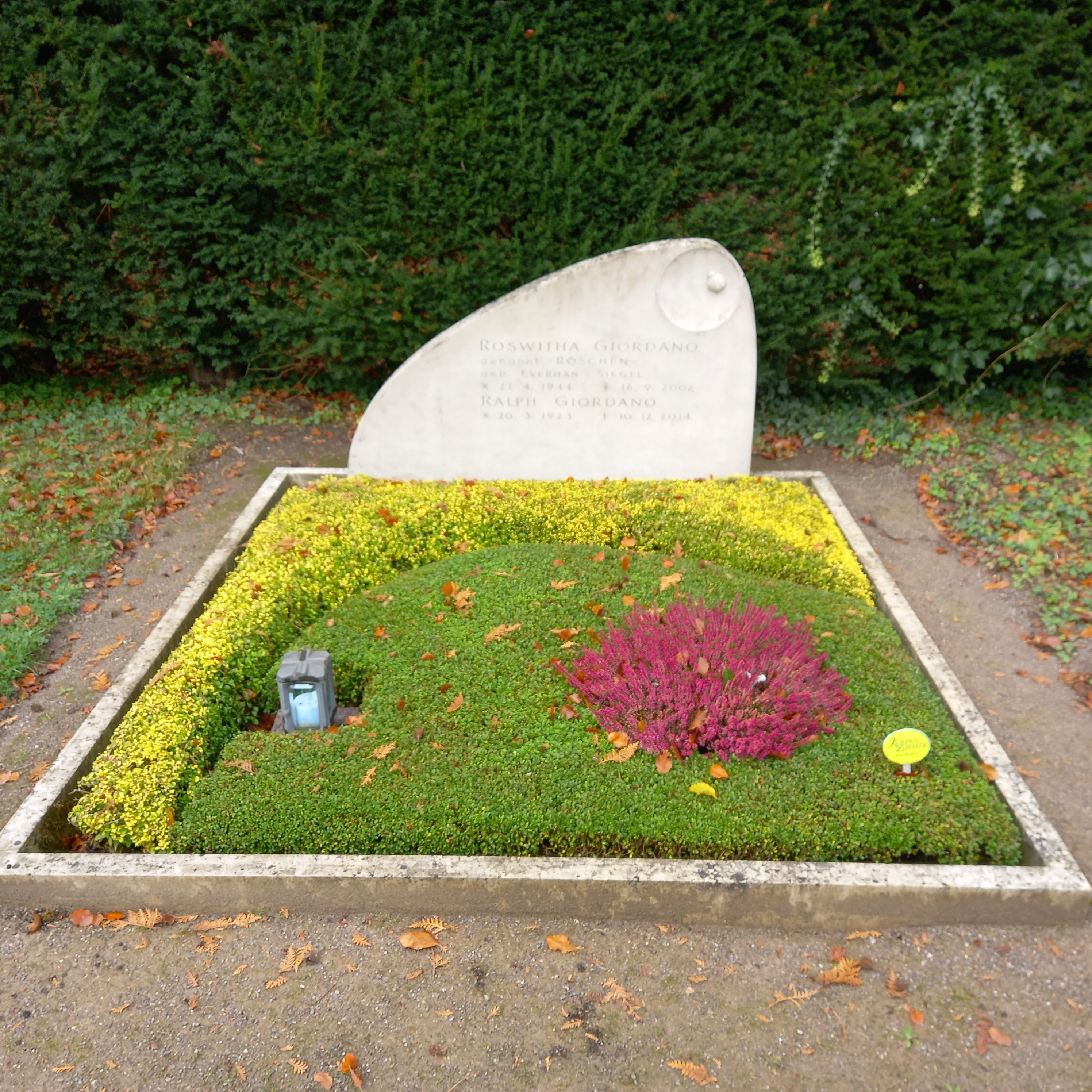
Das Grab von Ralph Giordano und seiner Ehefrau Roswitha geborene Everhan auf dem Kölner Südfriedhof

Am 14. November 2017 wurde in Hamburg-Barmbek mit der Piazzetta-Ralph-Giordano ein Platz nach Giordano benannt.
Giordanos Bibliothek hat die Hamburger KZ-Gedenkstätte Neuengamme erhalten, wo rund 3300 Bücher ab 16. Februar 2018 als „Ralph-Giordano-Bibliothek“ präsentiert werden. Sein Lesesessel und seine Schreibmaschine werden von der Geschichtswerkstatt Hamburg-Barmbek aufbewahrt und ausgestellt.

## Auszeichnungen
Für sein journalistisches Werk wie auch für sein politisches Engagement wurde Ralph Giordano vielfach mit Preisen ausgezeichnet.
- 1990 erhielt er das Bundesverdienstkreuz 1. Klasse und den Heinz-Galinski-Preis.
- 1992 den Verdienstorden des Landes Nordrhein-Westfalen.[21]
- 1993 die Medaille für Kunst und Wissenschaft der Freien und Hansestadt Hamburg
- 1994 den Siebenpfeiffer-Preis.
- 1995 den Schubart-Literaturpreis.
- 2001 den Hermann-Sinsheimer-Preis.
- 2003 den Leo-Baeck-Preis[22] und 2006 den Rheinischen Literaturpreis Siegburg.
- 2009 wurde er mit dem Großen Bundesverdienstkreuz ausgezeichnet.
- Am 8. Dezember 2013 erhielt er den Ehrenpreis der Deutsch-Israelischen Gesellschaft der Stadt Aachen.
- 2014 erhielt er den Arthur-Koestler-Preis der Deutschen Gesellschaft für Humanes Sterben (DGHS) für „Lebenswerk und Einstellung zum Thema Selbstbestimmung“.[23]
- Am 27. Januar 2015 wurde ihm postum – wie mit ihm zu seinen Lebzeiten noch abgesprochen – der Preis für Zivilcourage der Jülicher Gesellschaft gegen das Vergessen und für die Toleranz e. V. in Jülich verliehen.
- Im Mai 2017 wurde eine Platzfläche an der Fuhlsbüttler Straße (zwischen Drosselstraße und Pestalozzistraße) in Hamburg-Barmbek-Nord nach ihm Piazzetta-Ralph-Giordano benannt.[24]

## Bertini-Preis
Der Name des Preises geht zurück auf Giordanos Roman Die Bertinis und auf den darin enthaltenen Aufruf zur Zivilcourage. Entstanden ist der Preis auf Initiative des Hamburger Pädagogen Michael Magunna. Heute wird er getragen von einem Verein, in dem sich unterschiedliche ideelle und materielle Förderer zusammengefunden haben. Zu gewinnen gibt es jährlich Preise im Gesamtwert von 10.000 €.
Die Jury wählt alljährlich unter den eingereichten Vorschlägen und Bewerbungen von Hamburger Schülerinnen und Schülern die Preisträger aus; die Preisverleihung findet jeweils am 27. Januar statt, dem Gedenktag für die Opfer des Nationalsozialismus. Ralph Giordano ließ, so er irgend konnte, kaum Gelegenheiten aus, selbst daran teilzunehmen. 57 Gruppen und Einzelpersonen wurden bisher mit dem Bertini-Preis ausgezeichnet. Sie alle taten das, was in der Erinnerung an die Vergangenheit für das Handeln in der Gegenwart, aus der Sicht Giordanos, fordert: Lasst euch nicht einschüchtern.

## Islamkritische Positionen
Vor allem in seinen letzten zehn Lebensjahren war Giordano immer wieder durch Kritik an den muslimischen Verbänden in Deutschland sowie als Warner vor den Gefahren des islamischen Extremismus hervorgetreten. Seine Äußerungen wurden teilweise sehr kontrovers diskutiert.
Auf der „Kritischen Islamkonferenz“ 2008 in Köln forderte Giordano eine Abschiebung des Generalsekretärs des Zentralrats der Muslime in Deutschland Aiman Mazyek, da dieser von einer Vereinbarkeit von Scharia und Grundgesetz gesprochen habe.
In der Zeitung Die Welt veröffentlichte Giordano am 19. Oktober 2010 unter der Überschrift „Die Gutmenschen und die dunklen Seiten des Islams“ insgesamt „10 Thesen zur Integrationsdebatte“, mit denen seiner Meinung nach Thilo Sarrazin Recht hat.
Nach der Rede des Bundespräsidenten Christian Wulff am Tag der Deutschen Einheit vom 3. Oktober 2010 verurteilte Giordano in einem offenen Brief dessen positive Haltung zum Islam. 2011 kritisierte Giordano in einem offenen Brief an Bundespräsident Wulff dessen These, dass „Islam und Demokratie, Islam und Rechtsstaat, Islam und Pluralismus kein Widerspruch sein müssen“. Dies verrate „eine so verstörende Unkenntnis der Wirklichkeit, eine derart blauäugige Gleichsetzung des real existierenden Islam mit einem EU-konformen Islam, dass es einem die Sprache verschlagen will“.

### Kontroverse um DITIB-Zentralmoschee in Köln-Ehrenfeld
In seinen Erinnerungen eines Davongekommenen kritisiert Ralph Giordano den Bau der geplanten DITIB-Zentralmoschee im Kölner Stadtteil Ehrenfeld. Nach eigenen Angaben hatte er, nachdem die Memoiren im März 2007 erschienen waren, mehrere telefonische Morddrohungen erhalten, die er radikalen Muslimen zuschrieb. In einem am 16. Mai 2007 vom Kölner Stadt-Anzeiger vermittelten und auch per Video-Aufzeichnung dokumentierten Streitgespräch mit Bekir Alboğa, dem Dialogbeauftragten von DITIB, sprach sich Giordano erneut gegen den Bau der Moschee aus. Er sehe die „Integration generell als gescheitert“ an; der Bau der Moschee sei „ein falsches Signal“. In verschiedenen Interviews kritisierte Giordano die massive Präsenz von Vertretern des mutmaßlich rechtsextremen Teils des politischen Spektrums, namentlich von „Pro Köln“, in der Bürgerbewegung gegen den Moscheebau und bekräftigte seine Kritik an dem Bauvorhaben.
Am 25. Mai teilte dann Giordano in einem Interview mit dem Hamburger Abendblatt öffentlich mit, dass er die erwähnten Drohanrufe erhalten habe.
Giordano wandte sich mit einem „Manifest zur Verteidigung der Meinungsfreiheit“ am 1. Juni 2007 im Kölner Stadtanzeiger an die Öffentlichkeit, um auf das von ihm wahrgenommene „Erpresserpotenzial“ aufmerksam zu machen, das Kritiker unter „islamischer Beobachtung“ halten wolle. Er dagegen werde sich weiterhin „tabulos“ gegen „alle grundgesetzwidrigen und damit integrationsfeindlichen Verhältnisse und Zustände“ wenden und auch die „notorisch grundgesetzwidrige“ Scharia ebenso selbstverständlich der historisch-kritischen Methode unterziehen wie die Bibel. Für das von ihm wahrgenommene Ausmaß der Bedrohung machte er Politiker der Grünen mitverantwortlich, da sie die „berechtigten Eigeninteressen der Mehrheitsgesellschaft“ verneinten und eine realistische Beurteilung der Immigration verhinderten. Er selbst wolle zusammen mit reformbereiten säkularisierten Muslimen für eine Integration arbeiten, die diesen Namen verdiene.
Am 16. August 2007 äußerte sich Giordano erneut zum Moscheebau. Auf ein Gesprächsangebot der für den Bau verantwortlichen Organisation DITIB reagierte er mit einem offenen Brief, in dem er die Vertreter der DITIB zu Leugnern des Völkermords an den Armeniern erklärte, mit denen er Gespräche ablehne. Die Lehren des Korans erklärte er als mit dem Grundgesetz unvereinbar. Einen Tag nach dem landesweiten Tag der offenen Moschee am 3. Oktober 2007 nannte Giordano die geplanten Großmoscheen „eine Kriegserklärung“ und „eine Landnahme auf fremdem Territorium“.

#### Zustimmung
- In der Frankfurter Allgemeinen Zeitung (F.A.Z.) schrieb Necla Kelek, Giordano habe Recht mit seiner Kritik am Moscheebau, da der Islam Politik sei und Politik betreibe. Moscheen dienten nicht der Integration, sondern seien „Keimzellen einer Gegengesellschaft“. Muslime müssten es sich gefallen lassen, mit der Frage konfrontiert zu werden, „wie sie es mit den Grundwerten dieser Gesellschaft halten“, so wie es Giordano getan habe.[37]
- In der F.A.Z. schrieb Christian Geyer: „Ralph Giordano hat recht, weil die Burka … ein Symbol paternalistischer Unterdrückung ist“. „Ich will, dass auch diejenigen Frauen, die die Burka freiwillig tragen, sich von Giordano überzeugen lassen, wenn er sagt: Die Burka entwürdigt die Frau bis zur Stunde.“ Geyer richtet am Ende seines Artikels folgende Fragen an Burka-tragende Frauen:
  - Sollte es wirklich ein Schaden sein, auf die Verhüllung ebenso freiwillig zu verzichten, wie man sich für sie entschieden hat?
  - Warum seine religiöse Überzeugung von einem Symbol abhängig machen, das in vielen anderen Fällen für eine beschädigte Biografie steht?[38]
- Die Publizistin Lea Rosh sagte in ihrer Laudatio anlässlich der Verleihung des Preises für Zivilcourage des „Freundeskreises Heinrich Heine“ an Giordano am 28. September 2007, dass sie im Hinblick auf seine Kritik an dem geplanten Moscheebau in Köln und seine Kritik an der Leugnung des Völkermords an den Armeniern mit Giordano voll übereinstimme und „jede Zeile“ unterschreiben könne.[39]
- Der Sozialwissenschaftler Hartmut Krauss rief zur „Solidarität mit Ralph Giordano“ auf. Giordanos begründete Kritik an „integrationsunwilligen und antidemokratischen Muslimen“ werde von proislamischen Kräften als fremdenfeindlich diffamiert. Der Islam könne nicht den vollen Schutz des Grundgesetzes in Anspruch nehmen, da seine Grundinhalte massiv mit den Grund- und Menschenrechten kollidierten. Zudem handele es sich beim vermehrten Moscheebau nur um Symbolpolitik, da die Anzahl der Moscheebesucher nach Angaben des Zentrums für Türkeistudien geschrumpft sei.[40]
- Der Zentralrat der Ex-Muslime bezeichnete die Kritik von Publizistenkollegen an Giordanos Standpunkt als „Angriffe“ und „absurd“.[41]
- Auch von der rechtsextremen Bürgerbewegung pro Köln wurden Giordanos Aussagen unterstützt. Allerdings distanzierte sich Giordano öffentlich davon.[42]

#### Ablehnung
- Der Frankfurter Erziehungswissenschaftler Micha Brumlik hat sich in einem Aufsatz explizit mit der Wandlung des Schriftstellers zu einem – wie er im Titel schreibt – „Ausländerfeind“ befasst. Darin kommt er zu der Feststellung: „Ralph Giordano war einmal eine moralische Autorität in Deutschland. […] Nun jedoch […] ist der Autor zu eben dem geworden, was er jahrelang analysiert und damit an den Pranger gestellt hat: zu einem von dumpfen Ressentiments getriebenen Kleinbürger, der – von undurchschauten Vorurteilen getrieben – seine liebe Not und Mühe hat, sich des überreichen Beifalls von der falschen, der rechten Seite zu erwehren.“[43]
- In der Süddeutschen Zeitung schrieb Matthias Drobinski, Giordano werde durch seine Kritik nicht zum „Rechtsradikalen“, müsse sich aber sagen lassen, dass „in seinen Äußerungen derzeit die Wut regelmäßig den Verstand besiegt“. Giordano und mit ihm die Bevölkerungsmehrheit könne es einer Minderheit nicht „zur Auflage machen, die Probleme mit der Religion zu lösen, ehe sie ein prächtiges Gebetshaus bauen darf“.[44]
- Der Zeit-Autor Jörg Lau schrieb, Giordano habe „die bedenkenswerten Elemente seiner Islamkritik unter so viel wütender Polemik versteckt, dass es schwer ist, sie überhaupt noch zur Kenntnis zu nehmen.“ Wer die Bevölkerung über Sakralbauten abstimmen lassen wolle, wie Giordano es vorschlage, der könne nicht nur weitere Moscheen, sondern auch neue Synagogenbauten wie in Leipzig und München vergessen. Die Erlaubnis zum Bau einer Moschee sei kein Gnadenrecht, das die Bevölkerungsmehrheit für gelungene Integration verleihe, sondern eine Frage von Religionsfreiheit und Baurecht.[45] Die Kooperation Giordanos mit Udo Ulfkottes Pax Europa bedauert Lau als „intellektuellen Selbstmord“ und „die unrühmliche Abdankung eines Mannes, der einmal ein Aufklärer war“.[46]
- Eberhard Seidel schrieb in der taz: „Ralph Giordano […] vertritt heute ein undifferenziertes Freund-Feind-Denken, und seine Auslassungen sind gefährliche Brandreden, die in der Tradition des Anti-Asyl-Diskurses zu Beginn der Neunzigerjahre stehen. Eine wichtige moralische Instanz demontiert sich selbst. Das ist schade.“[47]
- Patrick Bahners kritisierte, Ralph Giordano habe „die von Rechtsextremisten propagierte Position übernommen, dass die Erinnerung an die NS-Verbrechen die Deutschen an der Artikulation ihrer freien Meinung zu nationalen Existenzfragen hindere“.[48]
- Günter Wallraff stellte fest, Giordano lege „eine Härte an den Tag, die mir völlig unverständlich ist. Er schließt Menschen aus und gibt ihnen überhaupt keine Chance. ‹…› Giordano gibt sich plötzlich als Islamexperte und kommt mit dem Begriff der Taqiyya.“[49]
- Marco Carini bezog sich auf Giordanos „martialische“ Äußerungen wie „Kriegserklärung“ und „Landnahme auf fremdem Territorium“ und stellte die Frage nach den daraus wohl zu ziehenden Folgerungen: „Ab wann muss nun zurückgeschossen werden? Sollte der Kriegsgegner mit schwerem Geschütz zurück, außer Landes gedrängt werden? Während Giordanos Aussagen hier reichlich Interpretationsspielraum geben, ist zumindest klar: Den Krieg erklärt hat hier nur einer – Giordano dem Islam.“[50]
- Der Kabarettist Hagen Rether urteilte in seinem Bühnenprogramm: „Dieser arme Ralph Giordano, der hat sich so verrannt in einer bitteren, einseitigen Polemik, der ist so randvoll vor Wut vor dem Islam, daß er mittlerweile Applaus von den Nazis kriegt.“

## Werke

### Bücher
Publikationen hier chronologisch nach Erstveröffentlichung
1940–1949

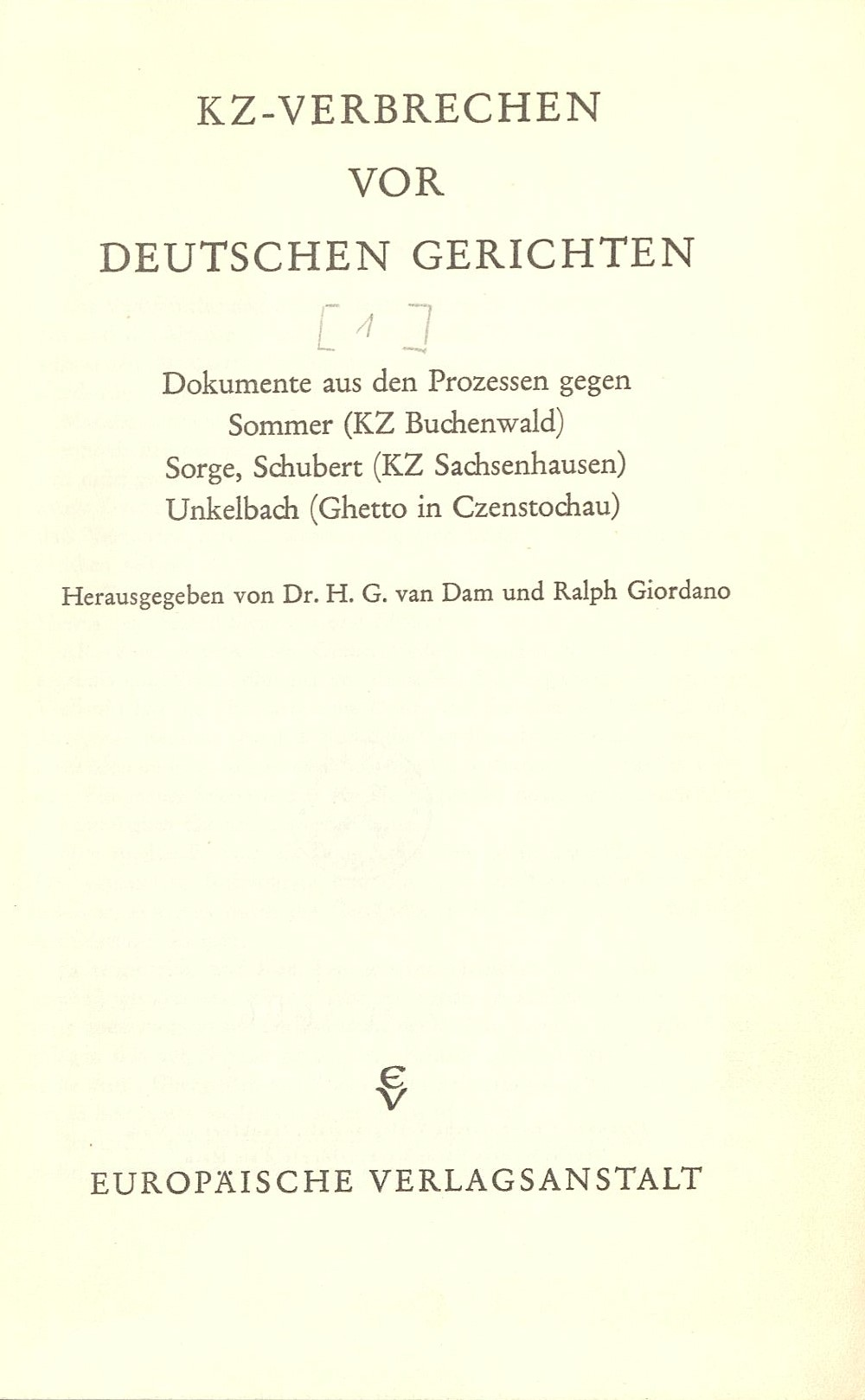
KZ-Verbrechen (1962)

- Morris. Geschichte einer Freundschaft. Berlin 1948; Als Taschenbuch, mit einem aktuellen Vorwort des Autors, bei Kiepenheuer & Witsch, Köln 2000, ISBN 3-462-02945-2.

1950–1959
- Jan Rolfs (Pseudonym): Westdeutsches Tagebuch. Verlag Neues Leben, Berlin/DDR 1953.

1960–1969
- Die Partei hat immer recht. Kiepenheuer & Witsch, Köln 1961. Als Neuauflage bei Herder, 1990, ISBN 3-451-08413-9. (Giordanos Entwicklung 1945–1957 und schließlicher Bruch mit dem Kommunismus auf deutschem Boden)
- Ralph Giordano (Hrsg.): Narben, Spuren, Zeugen. 15 Jahre Allgemeine Wochenzeitung der Juden in Deutschland. Verlag der Allgemeinen Wochenzeitung der Juden in Deutschland, Düsseldorf 1961

1980–1989
- Die Bertinis. Roman. S. Fischer, Frankfurt am Main 1982, ISBN 3-10-026005-8. Als Taschenbuch bei S. Fischer, Frankfurt am Main 1985, ISBN 3-596-25961-4.
- Die zweite Schuld oder Von der Last Deutscher zu sein. Rasch und Röhring, Hamburg 1987, ISBN 3-89136-145-9.
- Ralph Giordano, Friedrich Heyer, Raffi Kantian, Wilm Sanders, Tessa Hofmann, Hagop Guektchian, Ernst E. Pioch: Armenien – Kleines Volk mit großem Erbe. Katholische Akademie, Hamburg 1989, ISBN 3-928750-17-8
- Wenn Hitler den Krieg gewonnen hätte. Die Pläne der Nazis nach dem Endsieg. Rasch und Röhring, Hamburg 1989; Kiepenheuer und Witsch, Köln 2000, ISBN 3-462-02944-4.

1990–1999
- An den Brandherden der Welt. Ein Fernsehmann berichtet. Rasch und Röhring, Hamburg 1990, ISBN 3-89136-297-8. Knaur Taschenbuch 4860, ISBN 3-426-04860-4. (= Erweiterte Neuausgabe des Buches Die Spur – Reportagen aus einer gefährdeten Welt. S. Fischer Verlag, 1984.)
- Wie kann diese Generation eigentlich noch atmen? Briefe zu dem Buch „Die zweite Schuld oder Von der Last Deutscher zu sein“. 1990, ISBN 3-89136-289-7.
- Israel, um Himmels willen, Israel. Kiepenheuer & Witsch, Köln 1991, ISBN 3-462-02129-X.
- Wolfgang Weirauch, Arfst Wagner, Ralph Giordano, Imanuel Geiss, Thomas Höfer, Christoph Lindenberg: Anthroposophen und Nationalsozialismus. 1991, ISBN 3-926841-32-X.
- Als Hrsg.: Deutschland und Israel: Solidarität in der Bewährung. Bilanz und Perspektive der deutsch-israelischen Beziehungen. 1993, ISBN 3-88350-029-1.
- Wird Deutschland wieder gefährlich? Mein Brief an Kanzler Kohl, Ursachen und Folgen. 1993, ISBN 3-462-02291-1.
- Ich bin angenagelt an dieses Land. Reden und Aufsätze über die deutsche Vergangenheit und Gegenwart. 1994, ISBN 3-426-80024-1.
- Ostpreußen ade. Reise durch ein melancholisches Land. 1994, ISBN 3-462-02371-3.
- Ralf Dahrendorf, Margarete Mitscherlich, Ralph Giordano: Hamburg 1945: Zerstört. Befreit. Hoffnungsvoll? Bürgerschaftliche Veranstaltungsreihe zum 50. Jahrestag des Kriegsendes. 1995, ISBN 3-7672-1243-9.
- Clemens Lindemann, Ignatz Bubis, Manfred Buchwald, Ralph Giordano: Dokumentation der 4. Preisverleihung am 16. November 1994 an Ralph Giordano; Schriftenreihe der Siebenpfeiffer-Stiftung. 1995, ISBN 3-9801611-2-9.
- Mein irisches Tagebuch. Kiepenheuer & Witsch, Köln 1996, ISBN 3-462-02568-6.
- Hier war ja Schluß… Was von der deutsch-deutschen Grenze geblieben ist. 1996, ISBN 3-89136-591-8.
- Der Wombat und andere tierische Geschichten. 1997, ISBN 3-423-20328-5.
- Deutschlandreise. Aufzeichnungen aus einer schwierigen Heimat. 1998, ISBN 3-462-02739-5.
- Wir sind die Stärkeren. Reden, Aufrufe, Schriften zu deutschen Themen und Menschen unserer Zeit. 1998, ISBN 3-89136-671-X.
- Martin Schmidt, Brigitte Reimann, Ralph Giordano: Hoyerswerda – Literarische Spiegelungen. 1998, ISBN 3-9808957-0-X.

2000–2009
- Die Traditionslüge. Vom Kriegerkult in der Bundeswehr. Kiepenheuer und Witsch, Köln 2000, ISBN 3-462-02921-5.
- Sizilien, Sizilien! Eine Heimkehr. Kiepenheuer und Witsch, Köln 2002, ISBN 3-462-03140-6.
- R. G. und Uwe Laugwitz: Von den Schwierigkeiten, zu leben, zu denken und zu schreiben. Gespräch aus dem Jahre 1986.[52] Verlag Uwe Laugwitz, Buchholz in der Nordheide 2003, ISBN 3-933077-12-5.
- Ein Glücksfall, ein Wunder, ein Mirakel. In: Martin Doerry (Hrsg.): Nirgendwo und überall zu Haus. Gespräche mit Überlebenden des Holocaust. Deutsche Verlags-Anstalt, München 2006, ISBN 3-421-04207-1. S. 172–185. (Auch als CD)
- Erinnerungen eines Davongekommenen. Kiepenheuer & Witsch, Köln 2007, ISBN 3-462-03772-2. (Autobiografie)
- Misch – Sie werden natürlich noch gebraucht. Vorwort zur Autobiografie Rochus Mischs: Der letzte Zeuge. Ich war Hitlers Telefonist, Kurier und Leibwächter. Pendo, Zürich / München 2008, ISBN 978-3-86612-194-2. S. 19–35.

2010–2012
- Mein Leben ist so sündhaft lang. Ein Tagebuch. Kiepenheuer & Witsch, Köln 2010, ISBN 978-3-462-04240-5. (Tagebuch 20. März 2009 bis 20. März 2010)
- Von der Leistung kein Zyniker geworden zu sein. Reden und Schriften über Deutschland 1999 bis 2011. Kiepenheuer & Witsch, Köln 2012, ISBN 978-3-462-04404-1.

### Filme (Auswahl)
- Heia Safari – Die Legende von der deutschen Kolonialidylle in Afrika. Zweiteiliger Fernsehfilm, WDR 1966, 90 Min.
- Hunger – Herausforderung auf Leben und Tod. Fernsehfilm, WDR 1968, 85 Min. (ehrende Anerkennung der Pressejury beim Adolf-Grimme-Preis 1969)
- Camilo Torres – Rebell des Kreuzes. Eine kolumbianische Tragödie. Fernsehfilm, WDR 1969, 45 Min. (ehrende Anerkennung beim Adolf-Grimme-Preis 1970)
- Die armenische Frage existiert nicht mehr – Tragödie eines Volkes. Fernsehfilm, WDR 1986, 45 Min. (zum Völkermord an den Armeniern)
- Die Juden von Königswinter. Fernsehfilm, WDR 1987, 45 Min.
- Der perfekte Mord – Wie die Nazirichter freigesprochen wurden. Fernsehfilm, WDR 1988
- Hier war ja Schluß ... Was von der deutsch-deutschen Grenze geblieben ist, Fernsehfilm, 1996.

### Veröffentlichungen in Zeitschriften
- Mut
- Nein und dreimal nein! In: FAZ, 1. Juni 2007.
- Das größte Wiedereingliederungswerk für Täter. In: Hamburger Abendblatt vom 24. Oktober 2006.
- Die Internationale der Einäugigen. In: Aus Politik und Zeitgeschichte Nr. 17–18/24. April 2006.
- Perfekte Morde. In: Die Zeit Nr. 37 vom 9. September 1999.
- An die politische und militärische Führung der Bundeswehr: „Machen Sie endlich Schluß mit der Traditionslüge in der Bundeswehr, benennen Sie die Kasernen um – und beginnen Sie dabei mit Erwin Rommel!“ In: Die Gazette Nr. 13, April 1999.
- Rascher Frieden mit den Tätern. (Erstveröffentlichung im Stern)
- Mein politisches Testament. In: Kölner Stadt-Anzeiger vom 15. Dezember 2011.

### Reden
- Was uns hier zusammenführt, ist die Liebe zu Israel. Rede in Köln am 24. März 2006.
- Rede zur 90. Wiederkehr des Völkermords an den Armeniern in der Frankfurter Paulskirche am 24. April 2005. (PDF-Dokument; 71 kB)
- Rede zur 60. Wiederkehr des Warschauer Aufstandes vom 1. August 1944. Gehalten am 19. Juli 2004 in der Französischen Friedrichstadtkirche am Berliner Gendarmenmarkt (anlässlich einer vom Bund der Vertriebenen veranstalteten Vortragsreihe unter dem Motto Empathie – Der Weg zum Miteinander.) (PDF-Dokument; 51 kB)
- Es brennt, Brider, es brennt … (MS Word; 66 kB) Rede zum 64. Gedenktag der Reichspogromnacht vom 9. November 1938 in der Jüdischen Gemeinde zu Berlin.
- Nicht die Moschee, der Islam ist das Problem. Geplante Rede anlässlich der (ausgefallenen) zentralen Kundgebung am 11. September 2007 in Köln gegen den Bau der geplanten Großmoschee.
- Rede anlässlich der Verleihung des Bertini-Preises am 27. Januar 2011 im Ernst Deutsch Theater
- Nicht die Migration, der Islam ist das Problem. Eröffnungsrede zur Kritischen Islamkonferenz – Aufklären statt Verschleiern am 31. Mai 2008 in Köln-Lindenthal. Video-auf Youtube zur Rede „Nicht die Migration, der Islam ist das Problem.“